# Letopolis

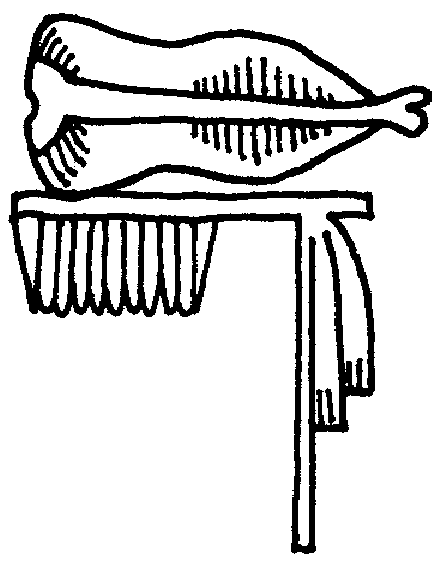
Letopolis

Letopolis (auch Letopolis-magna/megale, altägyptisch Sechem, Chem; demotisch Sechem-Hes-ay; lateinisch Letus) ist der griechische Name der altägyptischen Hauptstadt des zweiten unterägyptischen Gaues Chepesch; das heutige Ausim. Der Ort liegt etwa 13 Kilometer nordwestlich von Kairo im Gouvernement Al-Qalyubiyya.
Der Hauptgott von Letopolis, Cherti, besaß dort einen Tempel, der jedoch nicht gefunden wurde. Verschiedene Bruchstücke des Tempels tragen Inschriften von Necho II., Psammetich II., Hakoris und Nektanebos I. In Letopolis wurden außerdem Fragmente des bekannten Naos der Dekaden (Saft el-Henna) mit astrologischen Inschriften gefunden, die sich auf 36 Dekaden bezogen und wertvolle Hinweise zum ägyptischen Kalender enthielten. 